# 坎伯蘭縣 (賓夕法尼亞州)
坎伯蘭縣（英語：Cumberland County）是美国宾夕法尼亚州中南部的一個縣，東界薩斯奎哈納河，面積2,230平方公里。根據美国人口普查局2022年的估計，共有人口26萬8,579人。縣治卡萊爾。該縣成立於1750年1月27日，縣名來自英国的同名郡。

## 历史

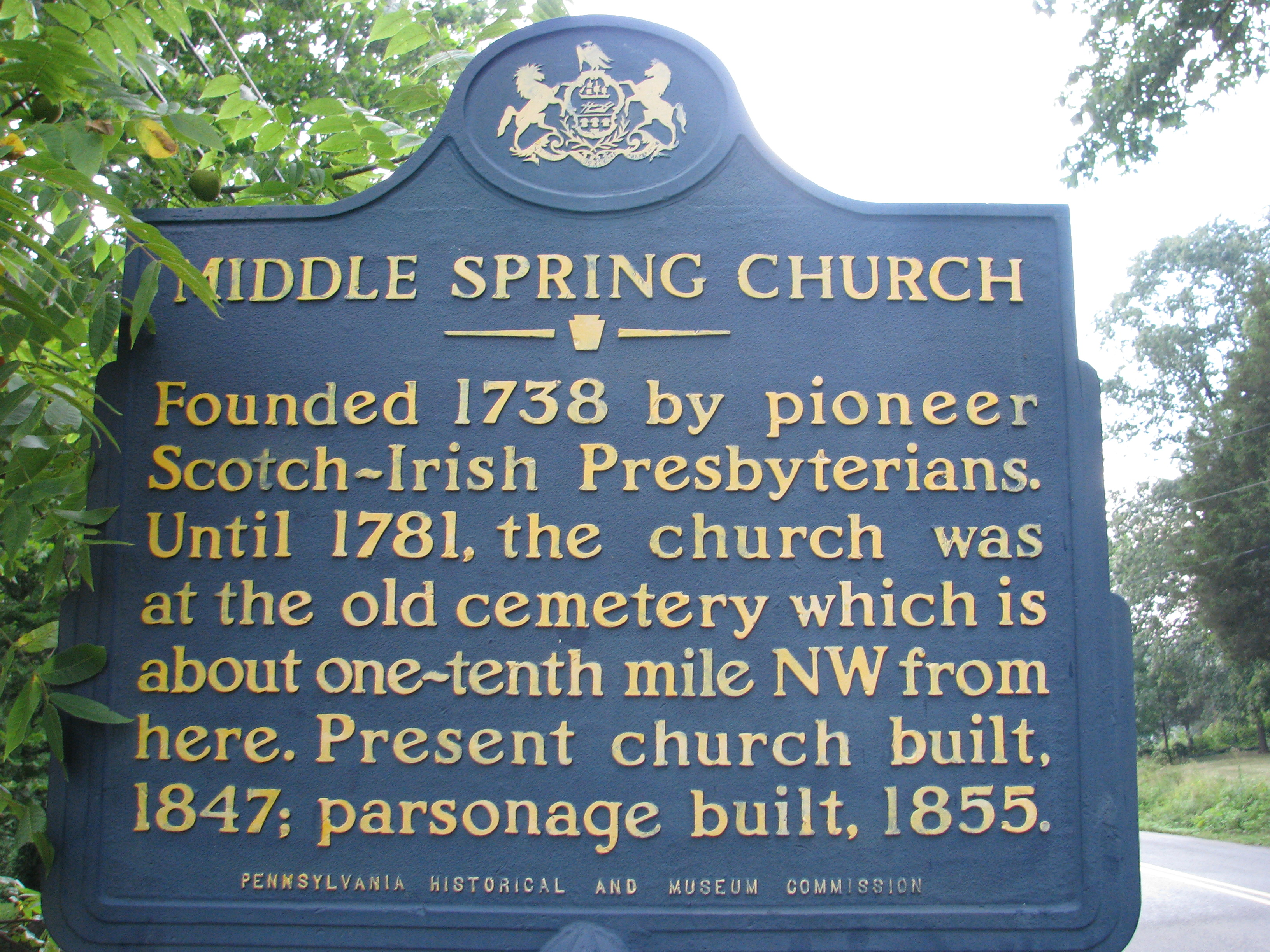
中春长老会的教堂

大约1730年抵达该地区的大多数苏格兰-爱尔兰移民首先定居坎伯兰县。英国和德国定居者约占早期人口的10%。定居者最初主要将该地区用于农业，后来发展了其他行业。这些定居者于1738年在今宾夕法尼亚州希彭斯堡附近建造了中泉长老会教堂，这是宾夕法尼亚州中部最古老的礼拜堂之一。
1750年1月27日，宾夕法尼亚殖民地议会（立法机关）从宾夕法尼亚州的兰开斯特县创建了坎伯兰县，并命名为英格兰的坎伯兰。它的县城是卡莱尔。该县还位于坎伯兰山谷内，在其东部边界毗邻萨斯奎哈纳河，从西部的希彭斯堡自治市镇延伸至坎伯兰县东部的萨斯奎哈纳河约42英里。

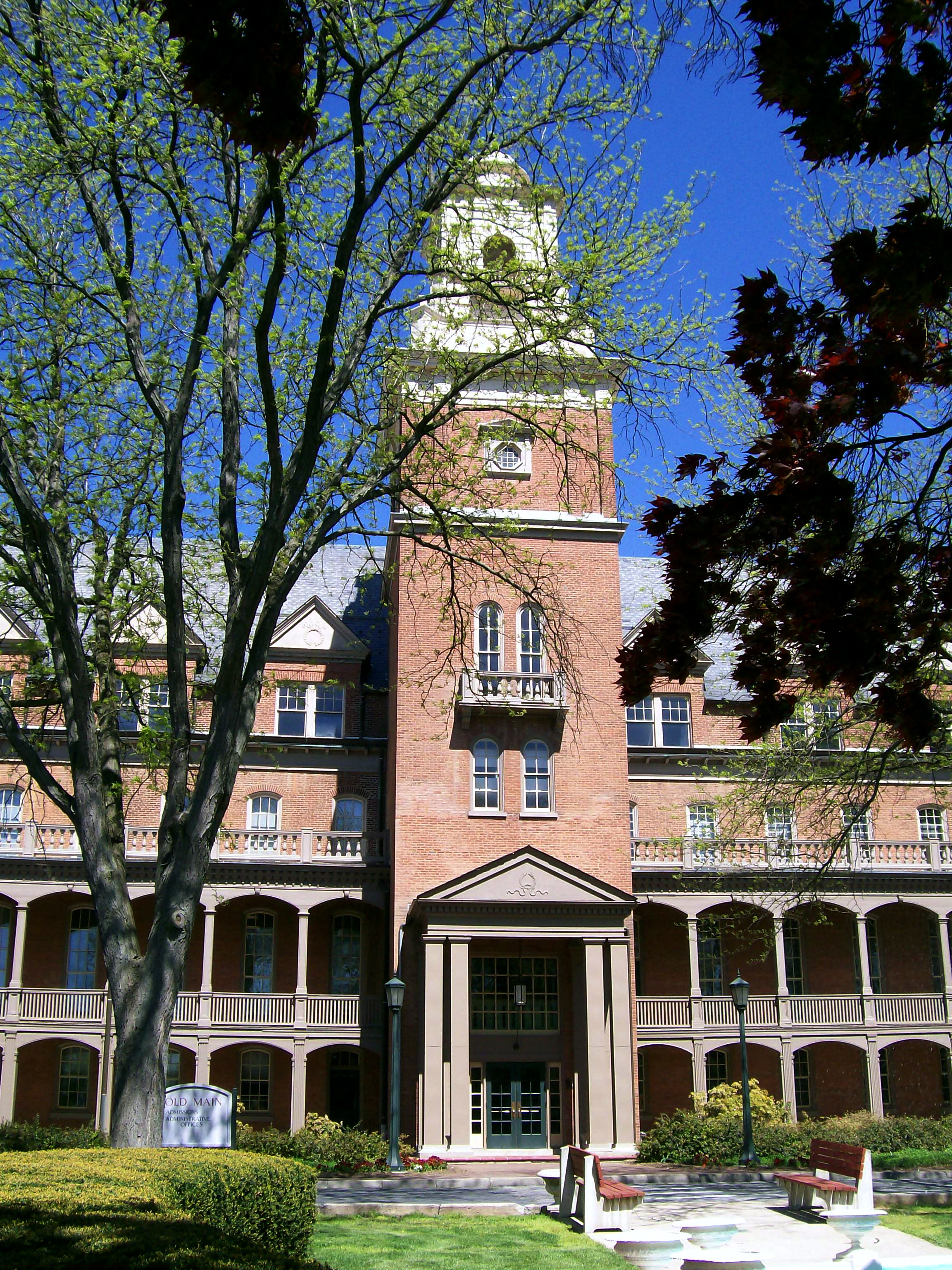
宾夕法尼亚希彭斯堡大学的“老主楼”

该县最古老的城镇是希彭斯堡(Shippensburg )和卡莱尔(Carlisle)，每个城镇都有其独特的历史。希彭斯堡是宾夕法尼亚州希彭斯堡大学的所在地，该大学是宾夕法尼亚州立高等教育系统的14所大学之一。卡莱尔也是成立于1773年的狄金森学院和宾夕法尼亚州立大学狄金森法学院的所在地。

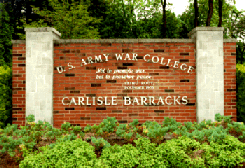
美国陆军战争学院（U.S. Army War College）

美国陆军战争学院是一所位于宾夕法尼亚州卡莱尔的美国陆军学校，校园占地500英亩（2平方公里），历史悠久的卡莱尔兵营是一个可以追溯到1770年代的军事哨所。它迎合了高级军事人员和文职人员的需求，并为他们承担战略领导责任做好了准备。它是美国陆军最高级别的军事教育机构。
在1863年夏天美国内战的葛底斯堡战役期间，南方邦联军队穿过坎伯兰山谷，短暂占领了坎伯兰县的大部分地区。
20世纪，州首府哈里斯堡的郊区向坎伯兰郡东部扩展。卡莱尔还开发了毗邻乡镇的郊区。

## 地理
根据美国人口普查局的数据，该县总面积为550平方英里（1,400平方公里），其中545平方英里（1,410平方公里）为陆地，4.8平方英里（12平方公里）（0.9%）为水域. .区号为717，覆盖区号为 223。蓝山构成坎伯兰北部的自然边界，而黄马裤溪构成其东南自然边界的一部分。萨斯奎哈纳河 (Susquehanna River)流经该县并形成其东部自然边界。坎伯兰的大部分地区都被Conodoguinet Creek排干，该溪从西向东蜿蜒穿过该县进入萨斯奎哈纳河。

### 邻近县
- 佩里县（北部）
- 多芬县（东部）
- 约克县（东南）
- 亚当斯县（南部）
- 富兰克林县（西南）

## 人口
| 调查年                                                      | 人口    | 备注 | %±     |
| ----------------------------------------------------------- | ------- | ---- | ------ |
| 1790                                                        | 18,208  |      | —      |
| 1800                                                        | 25,386  |      | 39.4%  |
| 1810                                                        | 26,757  |      | 5.4%   |
| 1820                                                        | 23,606  |      | −11.8% |
| 1830                                                        | 29,226  |      | 23.8%  |
| 1840                                                        | 30,953  |      | 5.9%   |
| 1850                                                        | 34,327  |      | 10.9%  |
| 1860                                                        | 40,098  |      | 16.8%  |
| 1870                                                        | 43,912  |      | 9.5%   |
| 1880                                                        | 45,977  |      | 4.7%   |
| 1890                                                        | 47,271  |      | 2.8%   |
| 1900                                                        | 50,344  |      | 6.5%   |
| 1910                                                        | 54,479  |      | 8.2%   |
| 1920                                                        | 58,578  |      | 7.5%   |
| 1930                                                        | 68,236  |      | 16.5%  |
| 1940                                                        | 74,806  |      | 9.6%   |
| 1950                                                        | 94,457  |      | 26.3%  |
| 1960                                                        | 124,816 |      | 32.1%  |
| 1970                                                        | 158,177 |      | 26.7%  |
| 1980                                                        | 178,541 |      | 12.9%  |
| 1990                                                        | 195,257 |      | 9.4%   |
| 2000                                                        | 213,670 |      | 9.4%   |
| 2010                                                        | 235,406 |      | 10.2%  |
| 2020                                                        | 259,469 |      | 10.2%  |
| U.S. Decennial Census 1790-19601900-1990 1990-20002010-2019 |         |      |        |

### 2020年人口普查
| 种族                       | 人口数  | 占比  |
| -------------------------- | ------- | ----- |
| 白人 (非拉丁裔)            | 211,990 | 81.7% |
| 非裔美国人 (非拉丁裔)      | 10,581  | 4.1%  |
| 美洲原住民 (非拉丁裔)      | 318     | 0.12% |
| 亚裔美国人 (非拉丁裔)      | 13,836  | 5.33% |
| 太平洋岛民 (非拉丁裔)      | 113     | 0.04% |
| 混血/多种族身份 (非拉丁裔) | 10,656  | 4.1%  |
| 拉丁裔美国人               | 11,975  | 4.62% |

## 大都会统计区
美国管理和预算办公室已将坎伯兰县指定为宾夕法尼亚州哈里斯堡-卡莱尔大都会统计区(MSA)。根据2010年美国人口普查，大都市区在宾夕法尼亚州人口最多的地区排名第6，在美国人口最多的地区排名第96，人口为549,475。坎伯兰县也是更大的哈里斯堡-约克-黎巴嫩联合统计区(CSA)的一部分，该统计区结合了坎伯兰县以及亚当斯县、多芬县、黎巴嫩县、佩里县和约克县。联合统计区在宾夕法尼亚州排名第5位，在美国人口最多的地区排名第43位，人口为1,219,422。

## 政府和政治
截至 2023 年 1 月 17 日，坎伯兰县有 174,728 名登记选民。
- 共和党：86,431 (49.5%)
- 民主党：59,795 (34.2%)
- 独立：21,054 (12%
- 第三方：7,448 (4.3%)